# Gábor Hatos
Gábor Hatos (Eger, 3 de octubre de 1983) es un deportista húngaro que compite en lucha libre.
Participó en dos Juegos Olímpicos de Verano, obteniendo una medalla de bronce en Londres 2012, en la categoría de 74 kg, y el 15.º lugar en Atenas 2004.
Ha ganado una medalla de bronce en el Campeonato Mundial de Lucha de 2010 y cuatro medallas en el Campeonato Europeo de Lucha entre los años 2006 y 2013.

## Palmarés internacional
| Juegos Olímpicos   | Juegos Olímpicos      | Juegos Olímpicos  | Juegos Olímpicos |
| Año                | Lugar                 | Medalla           | Categoría        |
| ------------------ | --------------------- | ----------------- | ---------------- |
| 2012               | Londres (Reino Unido) | Medalla de bronce | 74 kg            |
| Campeonato Mundial |                       |                   |                  |
| Año                | Lugar                 | Medalla           | Categoría        |
| 2010               | Moscú (Rusia)         | Medalla de bronce | 74 kg            |
| Campeonato Europeo |                       |                   |                  |
| Año                | Lugar                 | Medalla           | Categoría        |
| 2006               | Moscú (Rusia)         | Medalla de bronce | 74 kg            |
| 2011               | Dortmund (Alemania)   | Medalla de bronce | 74 kg            |
| 2012               | Belgrado (Serbia)     | Medalla de bronce | 74 kg            |
| 2013               | Tiflis (Georgia)      | Medalla de plata  | 74 kg            |